# نوک‌تخت دم‌تیره
نوک‌تخت دم‌تیره (نام علمی: Ramphotrigon fuscicauda) گونه‌ای از پرندگان خانواده ژیان‌مرغان است که در بولیوی، برزیل، کلمبیا، اکوادور و پرو یافت می‌شود.
زیستگاه طبیعی آن جنگل‌های جلگه‌ای نمناک نیمه‌گرمسیری یا گرمسیری است.